# Локня (притока Суджи)
Локня — річка в Україні й Росії, у Сумському й Суджанському районах Сумської й Курської областей. Права притока Суджі (басейн Дніпра).

## Опис
Довжина річки приблизно 26 км.

## Розташування
Бере початок на північному сході від Храпівщини. Спочатку тече на північний схід через Юнаківку, потім переважно на південний схід і у місті Суджа впадає у річку Суджу, праву притоку Псла.
Населені пункти вздовж берегової смуги: Локня, Басівка, Новеньке, Свердликове, Лебедівка, Козача Локня.
Річку перетинає автомобільна дорога Н07